# Gedraaide kuboctaëder
Een gedraaide kuboctaëder of driehoekige orthogonale dubbelkoepel is in de meetkunde het johnsonlichaam J27.
Deze ruimtelijke figuur kan worden geconstrueerd door twee driehoekige koepels J3 met hun congruente grondvlakken op elkaar te plaatsen. Hetzelfde geldt voor een kuboctaëder, dat is een archimedisch lichaam, maar het verschil is dat beide driehoekige koepels in de twee figuren 60°, of 180° dat is hetzelfde, verschillend ten opzichte van elkaar zijn gedraaid.
De 92 johnsonlichamen werden in 1966 door Norman Johnson benoemd en beschreven.
- (en)  MathWorld. Triangular Orthobicupola